# Чаговець Ростислав Всеволодович
Ростислав Всеволодович Чаговець (21 вересня 1904, Київ — 11 вересня 1982, Київ) — український біохімік. Дійсний член АН УРСР (з 1967). Академік-секретар Відділення біохімії, біофізики, фізіології та теоретичної медицини АН УРСР. Син Всеволода Чаговця.

## Біографія
Народився в Києві. Його батько був знаним в Україні літератором і публіцистом, а дядько Василь Андрійович Чаговець — відомим в Україні фізіологом.
У 1925 р. закінчив Київський інститут народної освіти. Після закінчення працював викладачем природознавства у трудовій школі.
У 1932—1950 роках був професором Київського медичного інституту; з 1933 — співробітник Інституту біохімії АН УРСР.
Помер 11 вересня 1982 року. Похований на Байковому кладовищі.

## Наукова діяльність
Праці Чаговця присвячені експериментальним основам вітамінотерапії та застосуванню вітамінів у тваринництві тощо. Монографія «Транспорт жиророзчинних вітамінів», автор 190 наукових праць, з яких низка присвячена філософським питанням біології.
Він був членом редколегій Української Радянської Енциклопедії, «Українського біохімічного журналу», «Вісника АН УРСР», журналу «Вопросы питания».
Ним підготовлено 3 доктори та 15 кандидатів наук. Серед учнів Ростислава Чаговця — Аскар Халмурадов, Микола Великий, Георгій Донченко, Юрій Хмелевський.

## Нагороди
- Заслужений діяч науки УРСР (1964).
- Премія НАН України імені О. В. Палладіна 1980 р. за монографію «Транспорт жирорастворимых витаминов» (спільно з Халмурадовим Аскаром Ганійовичем та Тоцьким Владленом Миколайовичем).